# Blowout
Pour le film de Brian de Palma, voir Blow Out.

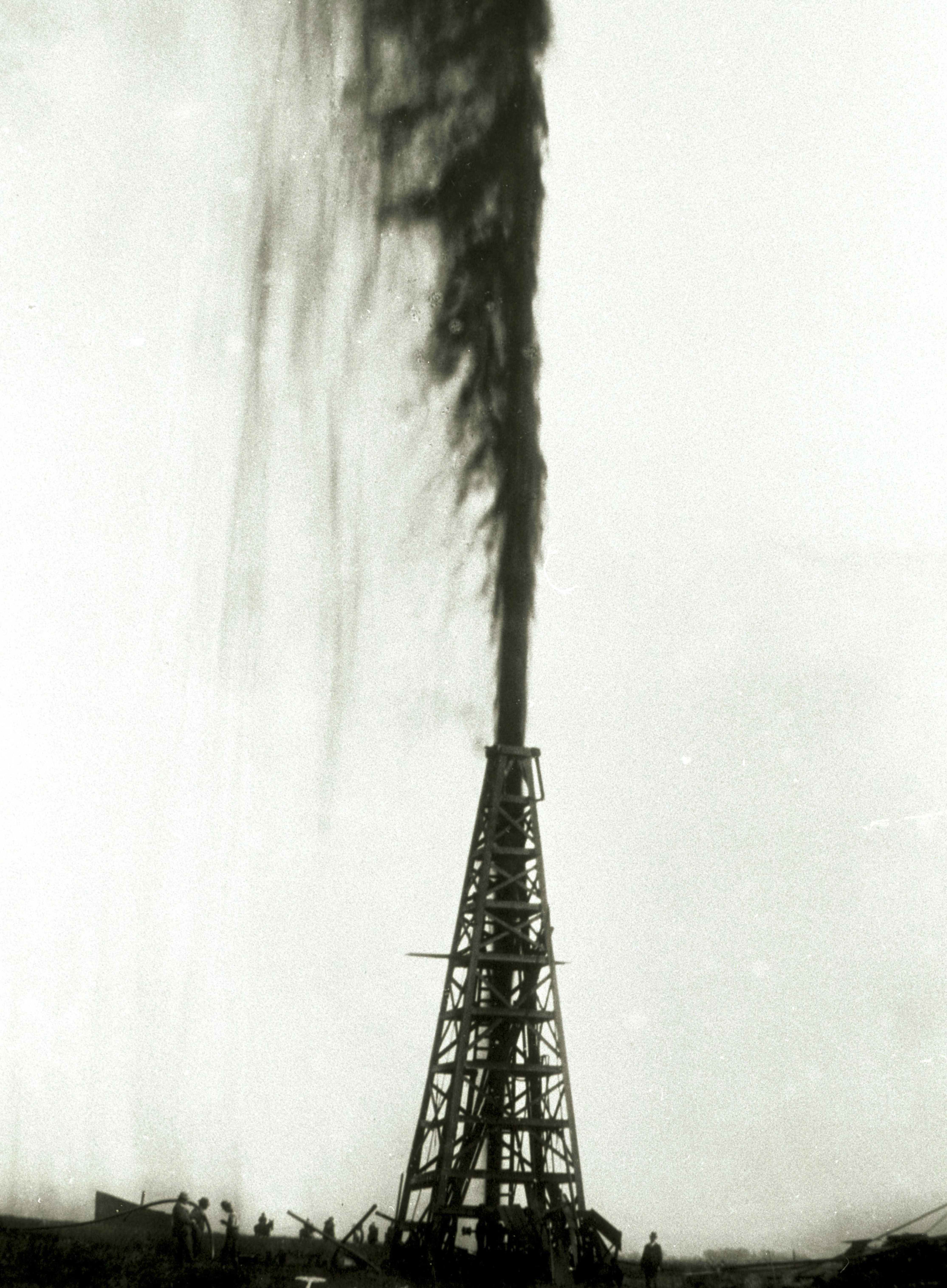
Blowout (puits de Lucas Gusher, Spindletop, au Texas en 1901)

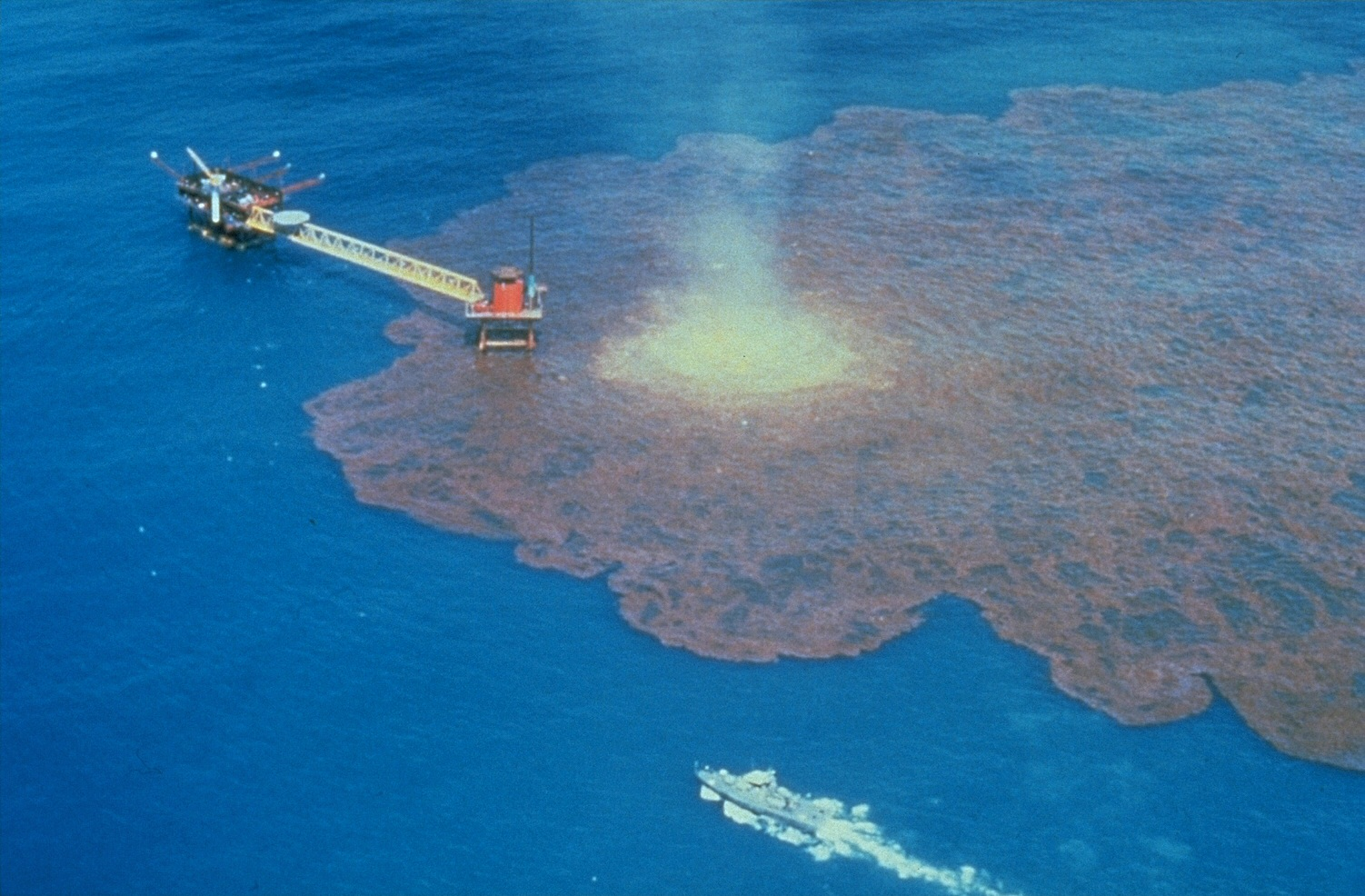
Blowout issu du puits Ixtoc.

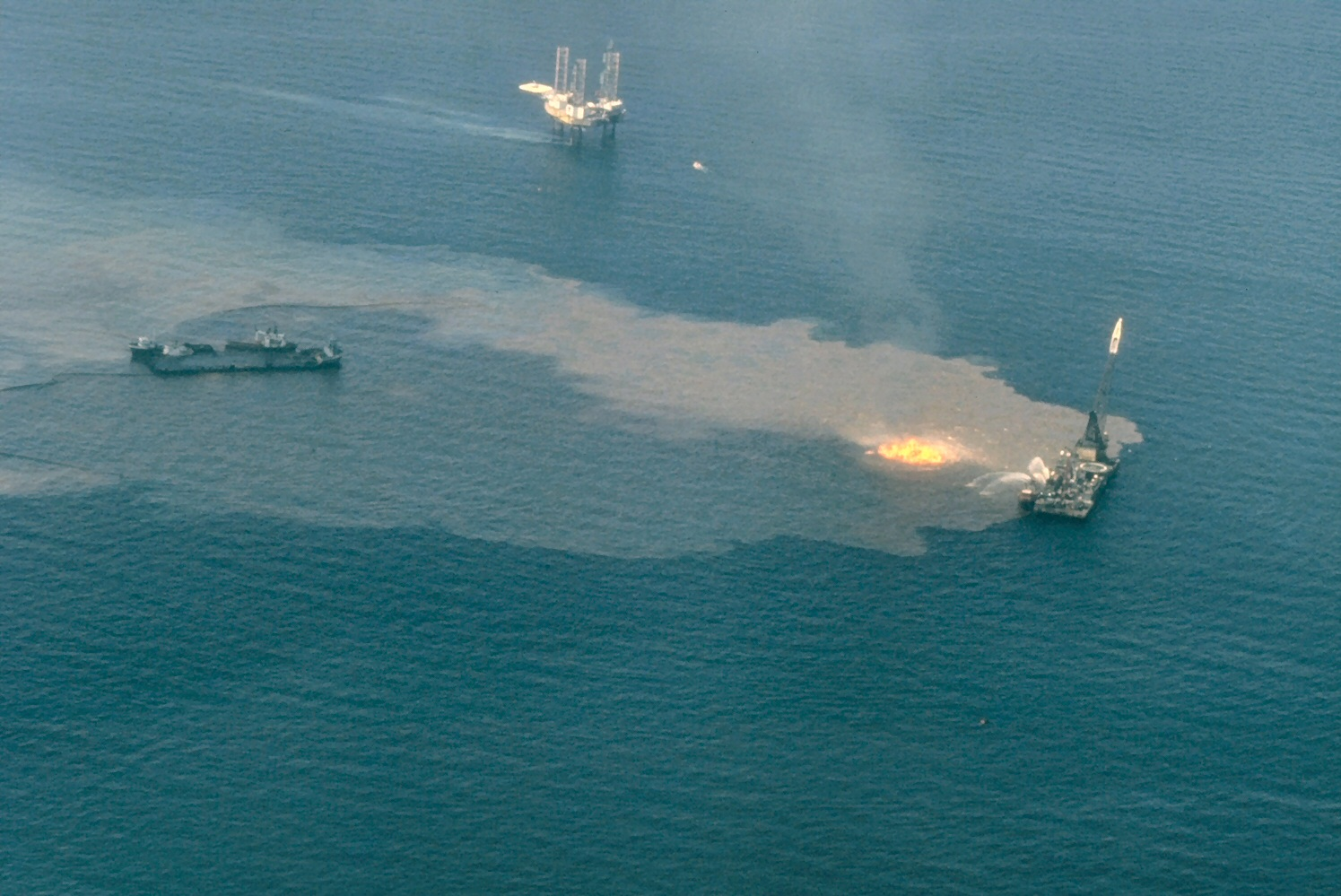
Autre photographie du blowout du puits Ixtoc.

incendie après le Blowout subi par la plate-forme Deepwater Horizon, 21/04/2010

Dans l’industrie pétrolière, un blowout désigne l’éruption incontrôlée de pétrole brut, de gaz naturel, de condensats de gaz naturel ou du mélange de ces hydrocarbures, ou d'un autre gaz (CO2 par exemple) depuis un puits de forage  ou d'exploitation. Il correspond à un échec du contrôle de la pression du puits. 
C'est l'un des risques les plus graves et les plus coûteux pour une installation de forage de gaz ou pétrole. Il augmente avec la profondeur du forage, et dans le cadre d'une recherche d'hydrocarbures non conventionnels, les forages profonds dits HP/HT (haute pression/haute température) sont de plus en plus nombreux.
Avant la pressurisation des puits, dans les années 1900, les blowouts représentent des spectacles courants. 

## Origines des blowouts

### Réservoir sous pression
Le pétrole brut est un liquide d'origine naturelle, inflammable, composé d'un mélange d’hydrocarbures de différents poids moléculaires et d'autres composés organiques que l'on retrouve dans des formations géologiques souterraines. Comme la plupart de ces hydrocarbures sont plus légers que la roche et l'eau, ils ont tendance à migrer vers le haut, à travers les différentes strates minérales jusqu'à atteindre la surface ou se retrouver piégés dans des roches poreuses  appelées roches-réservoirs, surmontées d'une couche imperméable, la roche-piège. Cependant ce processus  peut être modifié par des courants d’eau souterrains  capables de transporter le brut sur des centaines de kilomètres horizontalement, ou même sur de courtes distances vers les profondeurs, avant qu'il ne se retrouve enfermé par la roche-piège. Ces hydrocarbures rassemblés dans un réservoir forment un champ pétrolifère dont on extrait le pétrole par forage et pompage. La pression mesurée dans le puits de forage dépend de la profondeur de forage et des caractéristiques du kérogène et de la roche source.

### Déclenchement et surveillance préventive
En 2010, le contrôle de la pression d'éruption dans les puits de pétrole s'effectue par la ré-injection sous pression des boues de forage. Si l'équilibre n'est pas obtenu, alors le pétrole mélangé au gaz et à l'eau va commencer à faire irruption dans l'espace annulaire entre le train de tiges de forage et les parois du puits ou à l'intérieur même du tube de forage, provoquant un à-coup de pression (kick). Si le puits n'est pas obturé en fermant les vannes du bloc d'obturation à mâchoires (blow out preventer), un tel à-coup de pression peut dégénérer en éruption si ces fluides atteignent la surface, particulièrement s'ils contiennent du gaz qui va se dilater lors de son ascension dans le puits, diminuant d'autant la densité du fluide en éruption. Un tel à-coup de pression survient en cas de mauvais contrôle de la densité des boues réinjectées, en cas de surpression imprévue de la poche de gaz ou de perte des fluides de forages dans une formation appelée « zone de perte de circulation » (thief zone).
Le signe annonciateur d'un à-coup de pression est une modification de la vitesse de retour des boues de forage déversées dans le bac à boues. 
L'équipe de forage ou l'ingénieur des boues surveillent le niveau de ce bac à boues, et une élévation de ce niveau signifie que la tête de forage a rencontré une zone de haute pression. À l'opposé la baisse de ce niveau indiquerait une perte de circulation. Le débit de retour des boues peut aussi être régulé étroitement en fonction de celui injecté dans les tubes de forage. Un ralentissement de ce débit de retour signifie qu'une partie des boues injectées s'échappe dans une zone de perte de circulation, sans que ce soit nécessairement un  à-coup de pression, ni que cela ne le devienne. Une zone de haute pression provoquera, elle, l'accélération du débit de retour des boues.

## Accidents notables de typeblowouts
Source : industrie pétrolière,
| Année | Nom du puits (rig)                              | Propriétaire              | Type                  | Informations sur les dégâts |
| ----- | ----------------------------------------------- | ------------------------- | --------------------- | --- |
| 1955  | S-44                                            | Chevron                   | Sub Recessed pontoons | Blowout et incendie. Remis en service. |
| 1959  | C. T. Thornton                                  | Reading & Bates           | Jackup                | Blowout et incendie. |
| 1964  | C. P. Baker                                     | Reading & Bates           | Drill barge           | Blowout dans le golfe du Mexique, destruction et 22 morts. |
| 1965  | Trion                                           | Royal Dutch Shell         | Jackup                | Destruction par blowout. |
| 1965  | Paguro                                          | SNAM                      | Jackup                | Destruction par blowout et incendie. |
| 1968  | Little Bob                                      | Coral                     | Jackup                | Blowout et incendie, 7 morts. |
| 1969  | Wodeco III                                      | Floor drilling            | Drilling barge        | Blowout |
| 1969  | Sedco 135G                                      | Sedco Inc                 | Semi-submersible      | Dégâts par blowout. |
| 1969  | Rimrick Tidelands                               | ODECO                     | Submersible           | Blowout (dans le golfe du Mexique). |
| 1970  | Stormdrill III                                  | Storm Drilling            | Jackup                | Blowout et dégâts induits par l'incendie. |
| 1970  | Discoverer III                                  | Offshore Co.              | Drillship             | Blowout (mer de Chine méridionale). |
| 1971  | Big John                                        | Atwood Oceanics           | Drill barge           | Blowout et incendie. |
| 1971  | inconnu                                         | Floor Drilling            | Drill barge           | Blowout et incendie, Pérou, 7 morts [réf. nécessaire]. |
| 1972  | J. Storm II                                     | Marine Drilling Co.       | Jackup                | Blowout (dans le golfe du Mexique). |
| 1972  | M. G. Hulme                                     | Reading & Bates           | Jackup                | Blowout et destruction (mer de Java). |
| 1972  | Rig 20                                          | Transworld Drilling       | Jackup                | Blowout (golfe de Martaban). |
| 1973  | Mariner I                                       | Sante Fe Drilling         | Semi-sub              | Blowout (Trinidad, 3 morts). |
| 1975  | Mariner II                                      | Sante Fe Drilling         | Semi-submersible      | Perte du BOP durant le blowout. |
| 1975  | J. Storm II                                     | Marine Drilling Co.       | Jackup                | Blowout (golfe du Mexique)[citation nécessaire]. |
| 1976  | Petrobras III                                   | Petrobras                 | Jackup                | Pas d'information. |
| 1976  | W. D. Kent                                      | Reading & Bates           | Jackup                | Dégâts subis lors du creusement d'un puits de secours/décharge (relief well)[citation nécessaire]. |
| 1977  | Maersk Explorer                                 | Maersk Drilling           | Jackup                | Blowout et incendie (mer du Nord[citation nécessaire]. |
| 1977  | Ekofisk Bravo                                   | Phillips Petroleum        | Plateforme            | Blowout en mer du Nord (Norvège). |
| 1978  | Scan Bay                                        | Scan Drilling             | Jackup                | Blowout et incendie (golfe Persique)[réf. nécessaire]. |
| 1979  | Salenergy II                                    | Salen Offshore            | Jackup                | Blowout (golfe du Mexique). |
| 1979  | Sedco 135F                                      | Sedco Drilling            | Semi-submersible      | Blowout et incendie (golfe de Campeche, puits Ixtoc I ; 454 000 à 480 000 tonnes de pétrole dispersées dans l'environnement. |
| 1980  | Sedco 135G                                      | Sedco Drilling            | Semi-submersible      | Blowout et incendie (Nigeria). |
| 1980  | Discoverer 534                                  | Offshore Co.              | Drillship             | Fuite de gaz et incendie [réf. nécessaire]. |
| 1980  | Ron Tappmeyer                                   | Reading & Bates           | Jackup                | Blowout (golfe Persique), 5 morts [réf. nécessaire]. |
| 1980  | Nanhai II                                       | Peoples Republic of China | Jackup                | Blowout (Hainan)[réf. nécessaire]. |
| 1980  | Maersk Endurer                                  | Maersk Drilling           | Jackup                | Blowout (mer Rouge), 2 morts.[réf. nécessaire]. |
| 1980  | Ocean King                                      | ODECO                     | Jackup                | Blowout et incendie (golfe du Mexique), 5 morts. |
| 1980  | Marlin 14                                       | Marlin Drilling           | Jackup                | Blowout (golfe du Mexique)[réf. nécessaire]. |
| 1981  | Penrod 50                                       | Penrod Drilling           | Submersible           | Blowout et incendie (golfe du Mexique)[citation nécessaire]. |
| 1985  | West Vanguard                                   | Smedvig                   | Semi-submersible      | Expulsion de gaz, blowout et incendie (mer de Norvège), 1 blessé. |
| 1981  | Petromar V                                      | Petromar                  | Drillship             | Expulsion de gaz, avec chavirage du navire de forage (mer de Chine)[citation nécessaire]. |
| 1988  | Ocean Odyssey                                   | Diamond Offshore Drilling | Semi-submersible      | Expulsion de gaz, blowout au niveau du BOP suivi d'un incendie (partie anglaise de la mer du Nord), 1 mort. |
| 1989  | Al Baz                                          | Sante Fe                  | Jackup                | Expulsion de gaz, blowout et incendie (Nigeria), 5 morts. |
| 1992  | Fergana Valley oil spill puits n°5 de Mingbulak | ?                         | Forage continental    | Blowout, fuite de 35 000 à 150 000 barils par jour qui a duré 2 mois (259 000 à 285 000 t en tout),Oil and Gas Resources of the Fergana Basin (Uzbekistan, Tadzhikistan, and Kyrgyzstan) ; Energy Information Administration ; Office of Oil and Gas ; U.S. Department of Energy ; déc. 1994, ref:DOE/EIA-0575(94) PDF, 143 pages (voir p. 8). Voir Marée noire de Mingbulak. |
| 1993  | Actinia                                         | Transocean                | Semi-submersible      | Blowout sous-marin (Vietnam) |
| 2001  | Ensco 51                                        | Valaris                   | Jackup                | Fuite de gaz, avec blowout et incendie (golfe du Mexique), pas de morts |
| 2002  | Arabdrill 19                                    | Arabian Drilling Co.      | Jackup                | Destruction de la plateforme (Structural collapse), blowout, incendie et effondrement |
| 2004  | Adriatic IV                                     | Global Sante Fe           | Jackup                | Blowout et incendie sur la plateforme Temsah (Méditerranée/Adriatique) |
| 2007  | Usumacinta                                      | PEMEX                     | Jackup                | Un orage a déplacé le forage causant un blowout sur le puits Kab 101, tuant 22 personnes. |
| 2009  | West Atlas / Montara                            | Seadrill                  | Jackup / Platform     | Blowout et incendie sur rig et plateforme (Australie). |
| 2010  | Deepwater Horizon                               | Transocean                | Semi-submersible      | Blowout et incendie sur le rig, blowout sous-marin, qui ont tué 11 personnes dans l'explosion qui a suivi (400 000 à 700 000 tonnes de pétrole dispersées dans l'environnement, avec du gaz et divers polluants) |
| 2010  | Vermilion Block 380                             | Mariner Energy            | Platform              | Blowout et incendie, 13 survivants, 1 blessé,. |

## Blowout de CO2; problème émergent?
Après trente ans d'injection de CO2 (acidifiant) pour la « récupération secondaire » (« stimulation » de puits, récupération assistée de pétrole ou gaz naturel par exemple), la pression et la corrosion évolue., et le risque de blowout de CO2 augmente, notamment dans les puits vieillissants, lors des opérations de reconditionnement ou recomplétion de puits.

Les stockages géologiques profonds, dont le stockage géologique de CO2 pourraient aussi être concernés, notamment parce que la pression va y augmenter au fur et à mesure que l'on y injectera du gaz, alors qu'avec les puits de pétrole ou de gaz, la pression tend à diminuer au fur et à mesure de l'exploitation.

### Base de données
- (en) SINTEF ; SINTEF Offshore Blowout Database

### Vidéographie
- World News, Sélection de vidéos présentant des Blowouts sur puits de pétrole ou gaz